# Jean-Germain Drouais

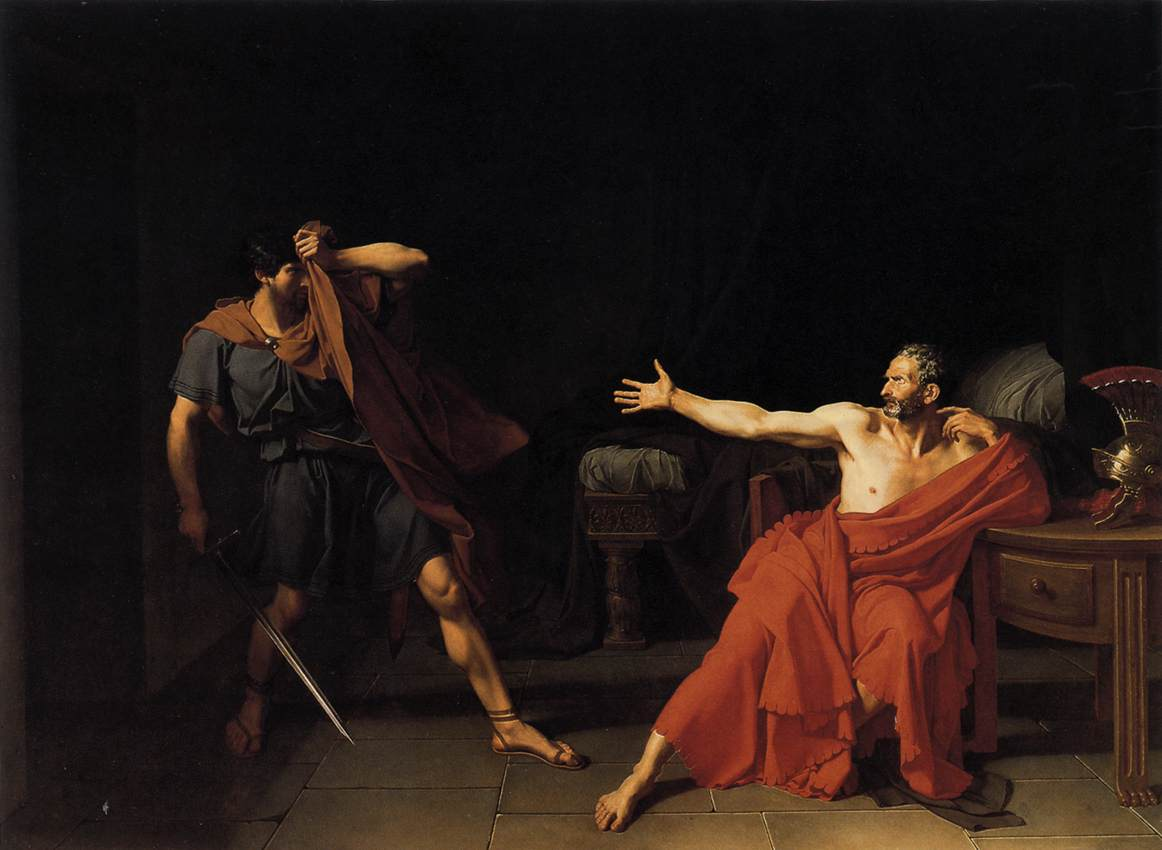
Drouais: Marius v Miniturnae (1786, Louvre)

Jean Germain Drouais [žán žermén drúé] (25. listopadu 1763 Paříž – 15. července 1788 Řím) byl francouzský novoklasicistický malíř, autor několika velkých pláten s historickými a biblickými výjevy.

## Život
Narodil se jako syn dvorního portrétisty Françoise-Huberta Drouaise (1727–1775) a vnuk dalšího úspěšného malíře, Huberta Drouaise (1699–1767). První vzdělání získal od svého otce, od roku 1780 navštěvoval malířskou školu J.-L. Davida a stal se jedním z jeho nejlepších žáků. V roce 1784 vyhrál velmi prestižní Prix de Rome a odjel s Davidem do Říma. Jeho obraz "Kristus a kananejská žena" vzbudil obecné nadšení a obraz "Marius v Miniturnae" velmi obdivoval Goethe. Drouais zemřel v Římě ve věku 25 let na neštovice.